# Goldfield (Iowa)
Goldfield es una ciudad ubicada en el condado de Wright en el estado estadounidense de Iowa. En el Censo de 2010 tenía una población de 635 habitantes y una densidad poblacional de 205,34 personas por km².

## Geografía
Goldfield se encuentra ubicada en las coordenadas 42°44′8″N 93°55′6″O / 42.73556, -93.91833. Según la Oficina del Censo de los Estados Unidos, Goldfield tiene una superficie total de 3.09 km², de la cual 3.09 km² corresponden a tierra firme y (0%) 0 km² es agua.

## Demografía
Según el censo de 2010, había 635 personas residiendo en Goldfield. La densidad de población era de 205,34 hab./km². De los 635 habitantes, Goldfield estaba compuesto por el 95.43% blancos, el 0.31% eran afroamericanos, el 0.47% eran amerindios, el 0% eran asiáticos, el 0% eran isleños del Pacífico, el 0.94% eran de otras razas y el 2.83% pertenecían a dos o más razas. Del total de la población el 2.99% eran hispanos o latinos de cualquier raza.